# Hoefstal

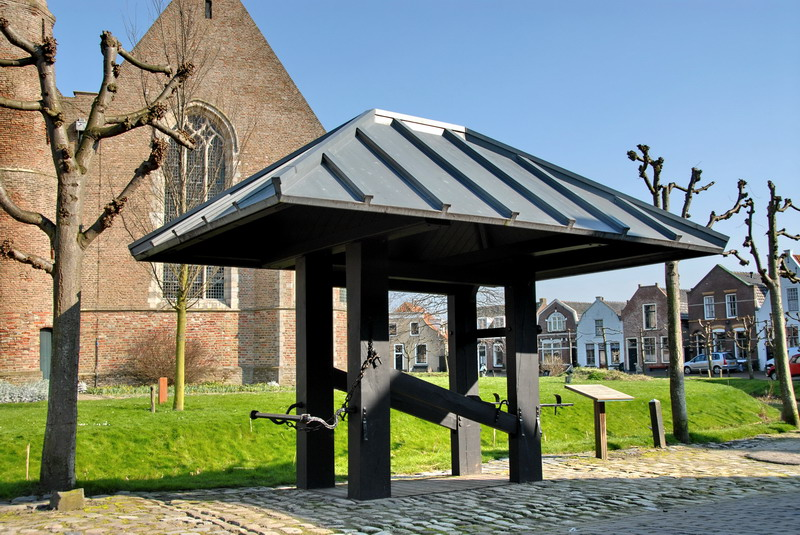
Travalje in Dreischor

Een hoefstal of travalje is een klein en open bouwwerk van hout of metaal, meestal overdekt,  waarbinnen een paard of een ezel wordt vastgezet als de hoefsmid  het beslaat.
Het bouwwerk bestaat uit vier houten stijlen die in een rechthoekige opstelling zijn geplaatst, waarbij twee stijlen aan elkaar zijn verbonden door een schuin oplopende balk. Aan de voorkant van het laagste deel van de balk wordt de voorpoot van het dier gefixeerd. Aan de achterste twee stijlen zijn ogen bevestigd waarin een horizontale staaf wordt geschoven. Hiermee wordt de achterpoot opgeheven en vastgezet. Aan de zijkanten van de hoefstal bevinden zich twee horizontale katrollen voor één of twee riemen die onder de buik van het dier worden doorgevoerd. Door middel van een klauwijzer die in de rollen wordt gestoken, worden de katrollen opgerold, waardoor de riemen worden aangespannen en het dier immobiliseert.
Het hangt van het karakter van een paard en de kundigheid van de hoefsmid af of gebruik gemaakt wordt van een hoefstal.
Met de opkomst van tractoren en de mechanisatie in de landbouw werden trekpaarden minder gebruikelijk, wat leidde tot een afname van het beslaan van paarden en de geleidelijke verdwijning van travaljes uit het straatbeeld.
In verschillende Zeeuwse plaatsen zijn travaljes opnieuw geplaatst, zoals in Ovezande en Geersdijk, als eerbetoon aan dit verleden.

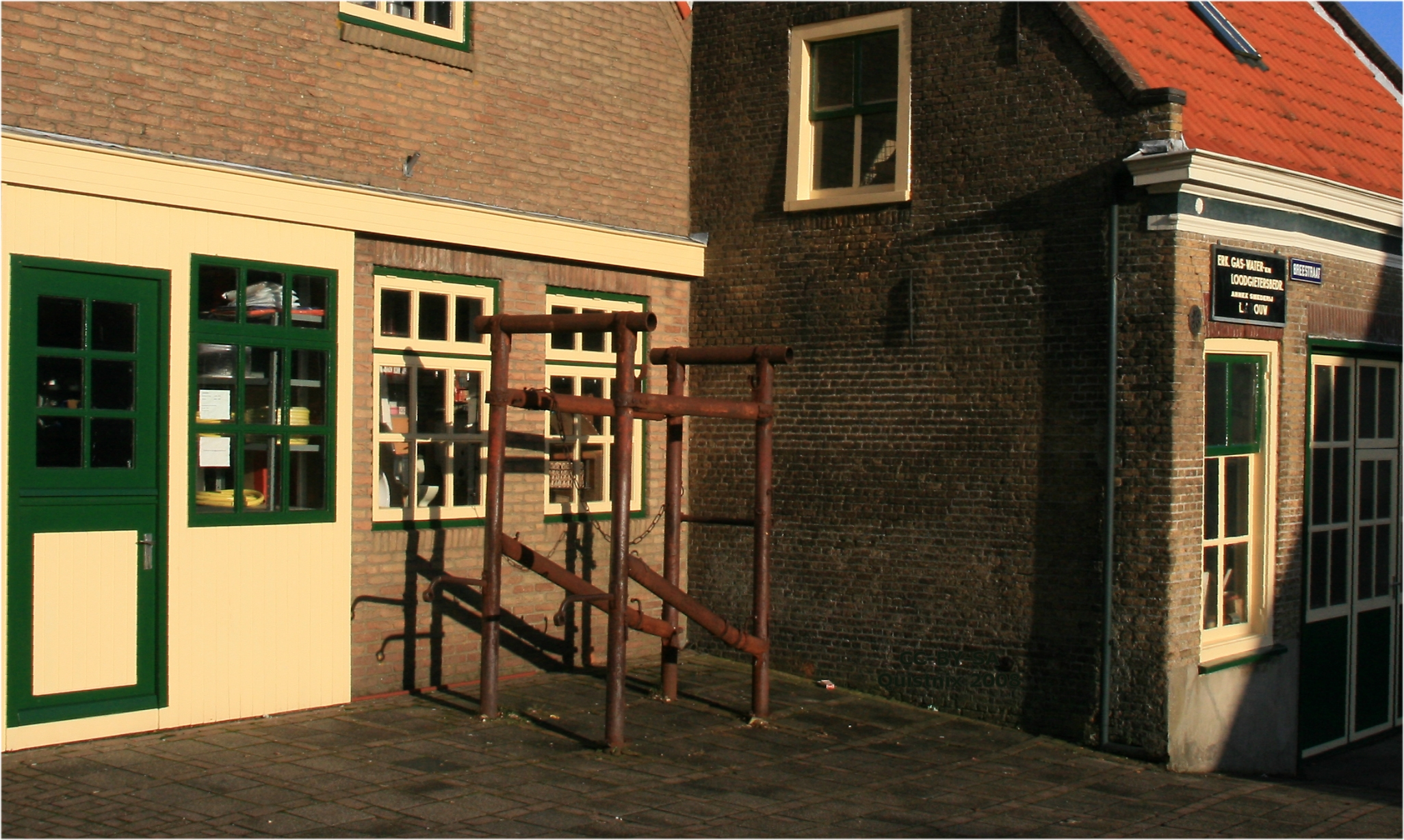
Smidse met hoefstal in Westmaas
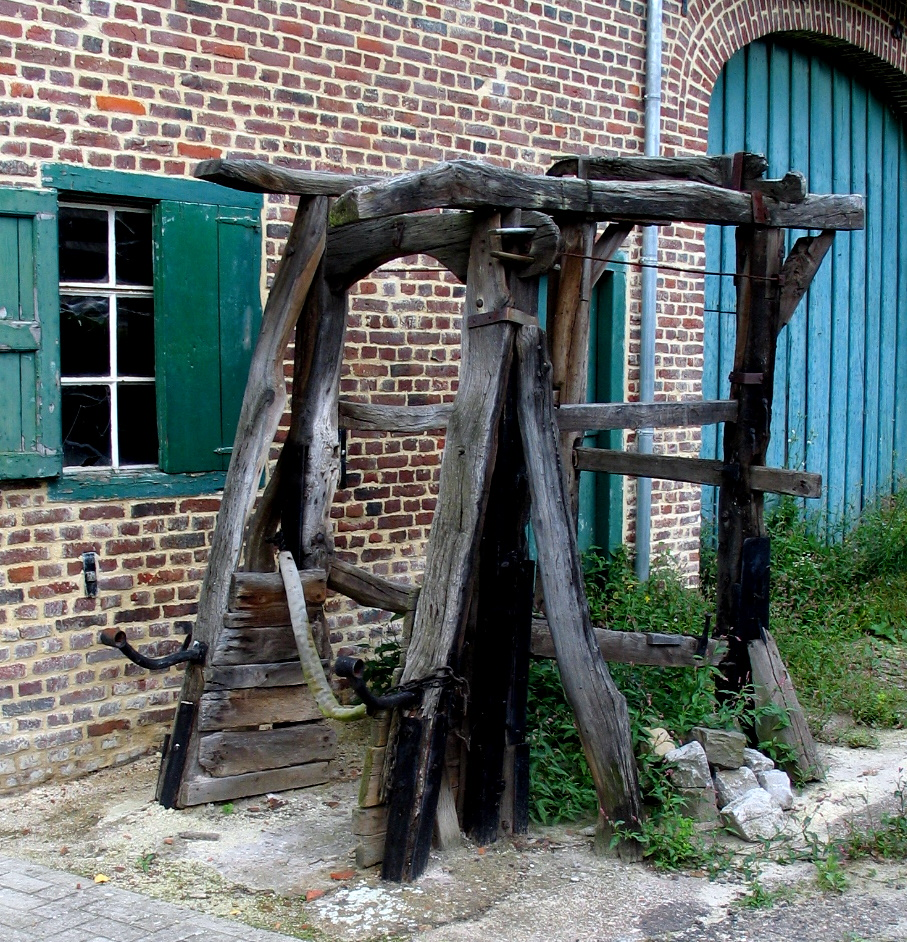
Hoefstal in Meeswijk
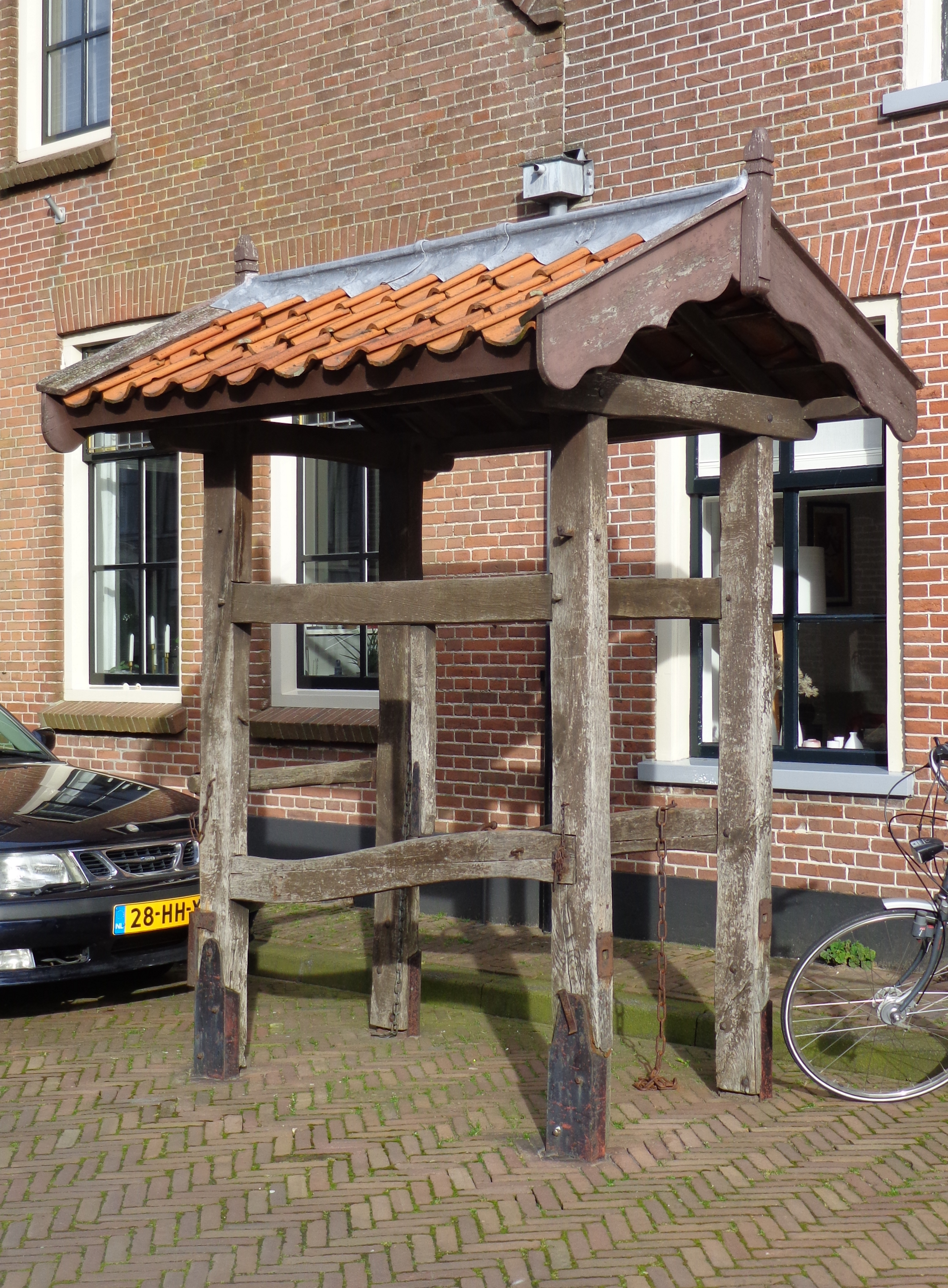
Hoefstal in Ameide
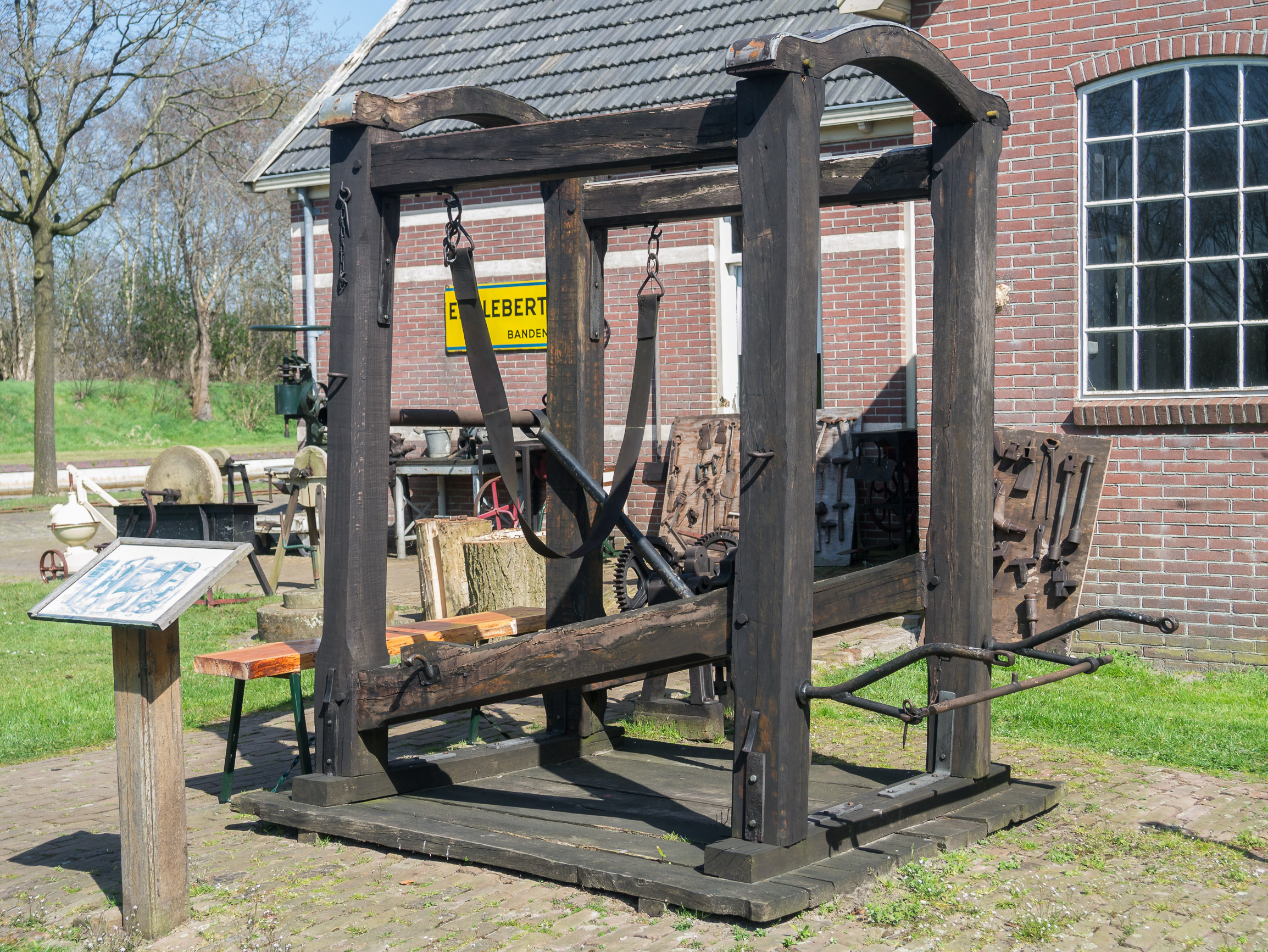
Hoefstal in Barger-Compascuum